# Hermann Jónasson (Agronom)

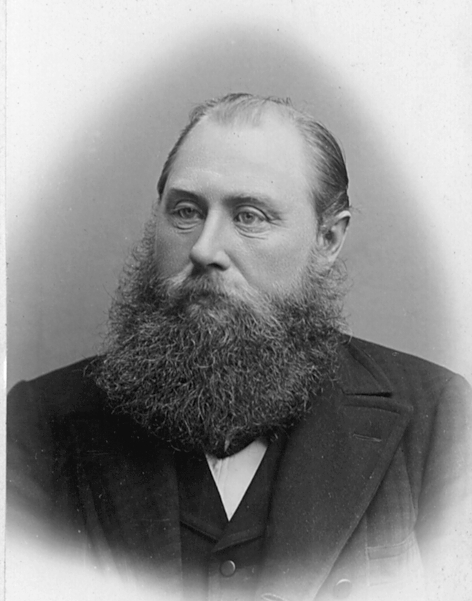
Hermann Jónasson

Hermann Jónasson (* 22. Oktober 1858 auf dem Hof Víðiker im Bárðardalur; † 6. Dezember 1923 in Reykjavík) war ein isländischer Agronom, Politiker und Verfasser von Büchern über Träume und Übernatürliches.

## Leben
Der Bauernsohn Hermann Jónasson galt in jungen Jahren als begabter Athlet und Ringer (Glíma). 1884 machte er einen Abschluss in Agronomie (búfræðipróf) an der damaligen Landwirtschaftsschule Hólar und gehörte damit zu den ersten Absolventen dieser 1882 gegründeten Einrichtung. Danach lebte er eine Zeitlang in Dänemark, wo er an der Königlichen Veterinär- und Landwirtschaftsuniversität studierte. Später war er unter anderem Leiter einer Volkshochschule in Hléskógar im Gebiet Höfðahverfi am Eyjafjörður (Landgemeinde Grýtubakki) und von 1888 bis 1896 Rektor der Landwirtschaftsschule Hólar. Von 1896 bis 1905 war er Landwirt in Þingeyri. Nachdem er abwechselnd in Ólafsvík und Reykjavík gelebt hatte, hielt er sich von 1917 bis 1922 in den Vereinigten Staaten auf, danach bis zu seinem Tod wieder in Reykjavík.

## Politische Tätigkeit
Von 1900 bis 1908 gehörte Hermann Jónasson dem isländischen Parlament Althing als Vertreter der damaligen Selbstverwaltungspartei (Heimastjórnarflokkurinn) an. Im Parlament regte er 1903 die Einführung einer sogenannten „allgemeinen Pflichtarbeit“ beziehungsweise „Bürgerpflichtarbeit“ (þegnskylduvinna) an. Diese wurde in den folgenden Jahren viel diskutiert. In ihrer letzten Fassung, über deren Einführung 1916 eine Volksabstimmung durchgeführt wurde, hätte sie jeden männlichen Isländer zwischen 17 und 25 Jahren zu einem einmaligen Arbeitseinsatz von zwölf Wochen verpflichtet. Sie wurde in der Abstimmung mit 91,76 % Nein-Stimmen abgelehnt. Davon abgesehen erstreckte sich die parlamentarische Tätigkeit von Hermann Jónasson hauptsächlich auf landwirtschaftliche Themen.

## Schriftstellerisches Schaffen
Hermann Jónasson gründete 1887 die landwirtschaftliche Zeitschrift Búnaðarrit, blieb bis 1899 deren Herausgeber und verfasste Artikel über landwirtschaftliche Themen. Schriftstellerisch besonders hervor trat er jedoch mit Publikationen über Träume und Übernatürliches. In seinem Buch Draumar von 1912 „berichtigt und vervollständigt“ er die Brennu Njáls saga, eine bekannte Isländersaga, auf der Basis von Mitteilungen, die ihm Ketill, der Schwiegersohn des Sagahelden Njáll, nächtlich im Traum übermittelt habe. Das Buch erregte in Island zum Zeitpunkt seines Erscheinens großes Aufsehen und wurde ernsthaft diskutiert; auch in einer zeitgenössischen Besprechung der deutschen Zeitschrift Mitteilungen der Islandfreunde kam der Rezensent zum Schluss „man mag sich also zur Sache stellen, wie man will, er ist ernst zu nehmen“ und gab die „Berichtigungen“ der Saga in der Folge ausführlich wieder.
Die niederländische Ethnologin Adriënne Heijnen hat Draumar in einer Untersuchung zur Bedeutung des Träumens in der isländischen Gesellschaft als Beispiel für eine neue Entwicklung zu Beginn des 20. Jahrhunderts angeführt. Waren die Inhalte von Träumen zuvor nur informell im Alltagsleben ausgetauscht worden, wurden sie nun Gegenstand einer ausgearbeiteten Darstellung mit wissenschaftlicher Unterstützung – an der Publikation waren der Theologieprofessor Haraldur Níelsson sowie der Philosoph und Psychologe Guðmundur Finnbogason beteiligt. Dem Nachwort von Guðmundur Finnbogason zu Draumar ist zu entnehmen, dass dieser es für möglich hielt, dass mit Hilfe von Träumen zukünftige Ereignisse vorausgesagt werden können. Er forderte das genaue Festhalten solcher präkognitiver Träume, um dies auch wissenschaftlich bestätigen zu können. Heijnen sieht die Veröffentlichung im Rahmen eines Bestrebens der damaligen intellektuellen Elite Islands, althergebrachten Volksglauben durch wissenschaftliche Experimente in eine moderne Weltsicht einzuordnen.

## Werke
- Þegnskylduvinna. („Bürgerpflichtarbeit“) Reykjavík 1909.
- Draumar. („Träume“) Ísafold, Reykjavík 1912.
- Dulrúnir. („Geheimzeichen“) Reykjavík 1914.
- Draumar og dulrúnir. („Träume und Geheimzeichen“) Hliðskjálf, Reykjavík 1961 (Neuausgabe von Draumar und Dulrúnir mit einer biographischen Einleitung).